# Alte Thomaskirche (Erfurt)

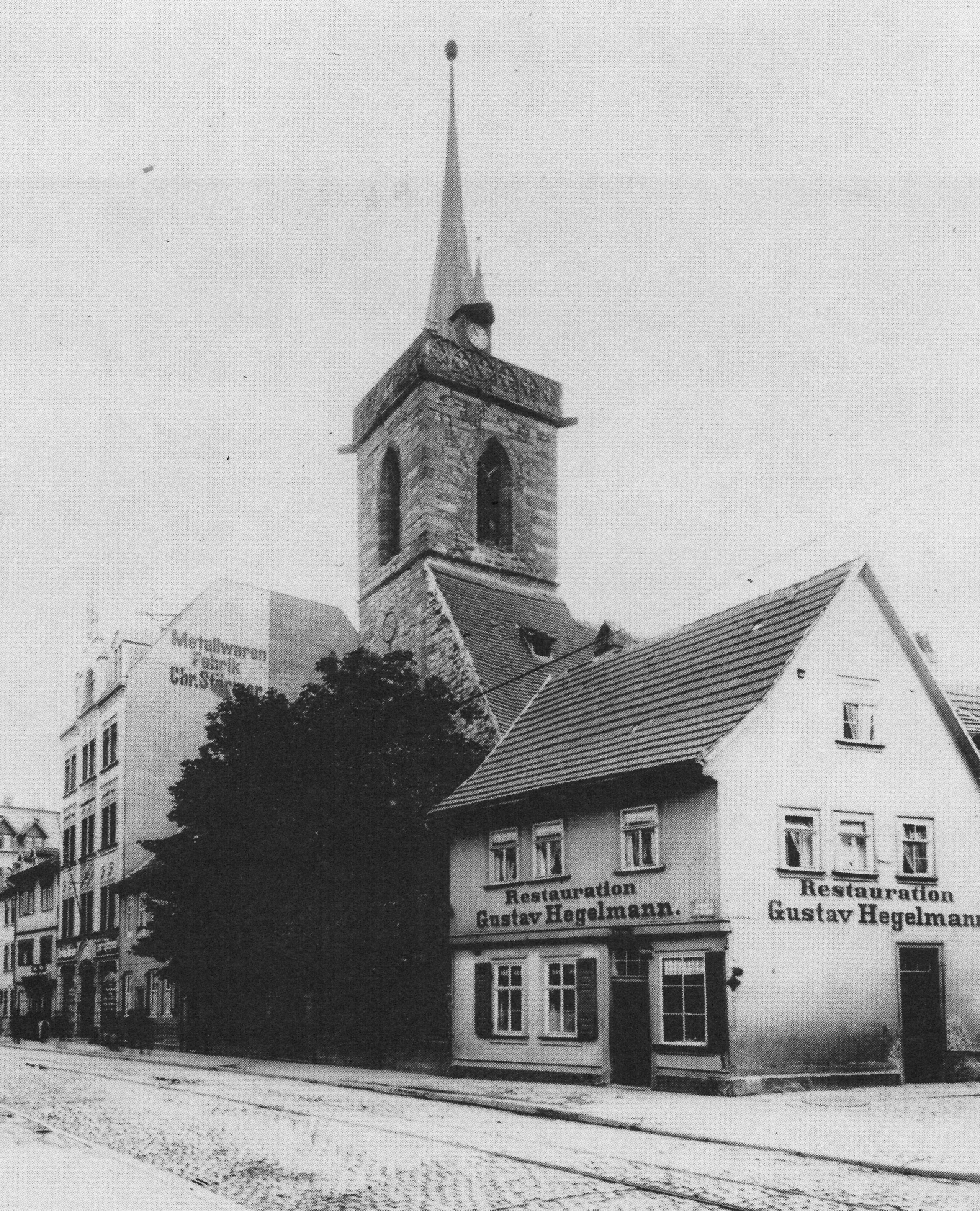
Alte Thomaskirche Erfurt um 1899

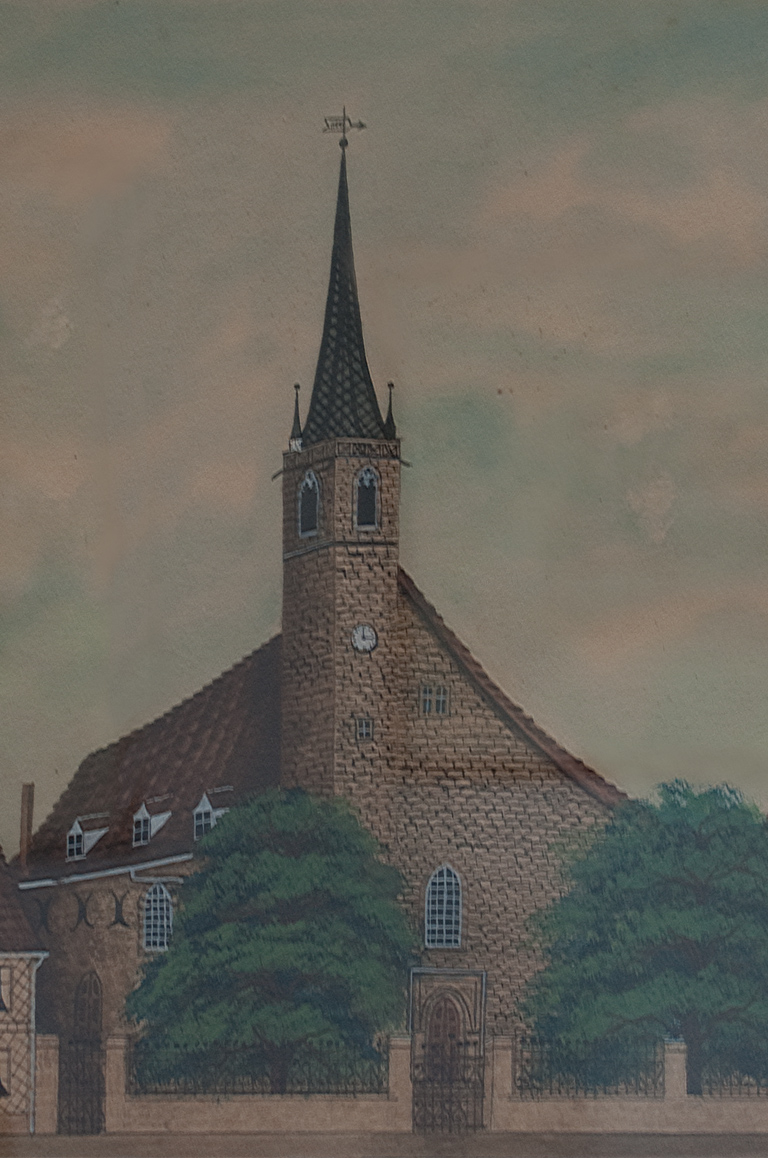
Alte Thomaskirche in Erfurt um 1902

Die Alte Thomaskirche war eine evangelische Kirche aus dem 13./14. Jahrhundert und stand an der Ecke Löberstraße/Rosengasse im Süden der Erfurter Altstadt. Die gotische Saalkirche diente als Pfarrkirche der Löbervorstadt und wurde Anfang des 20. Jahrhunderts durch einen Neubau in der Schillerstraße ersetzt. Daraufhin erfolgte im Jahr 1903 der Abbruch der alten Thomaskirche und an deren Stelle die Errichtung von Reihenhäusern aus der Gründerzeit.

## Geschichte
Im Jahr 1282 wurde die alte Thomaskirche erstmals schriftlich in einer Urkunde erwähnt und vermutlich in der ersten Hälfte des 14. Jahrhunderts im Stil der Gotik neu erbaut. In dieser Form blieb sie bis zu ihrem Abbruch erhalten und gehörte damit zu den wenigen Erfurter Kirchen, die weder durch Stadtbrände noch wegen Baufälligkeit größere bausubstanzliche Veränderungen erfuhren. Die alte Thomaskirche zählte mit der Reformation 1525 zu den evangelischen Kirchen. Hier predigte zwischen 1525 und 1529 Justus Menius als erster protestantischer Pfarrer. Im Jahr 1689 spielte für kurze Zeit Johann Christoph Bach, der älteste Bruder, sowie zwischen 1702 und 1707 Johann Gottfried Walther, ein Cousin von Johann Sebastian Bach, als Organist in der alten Thomaskirche. Im Jahr 1727 wurde eine Orgel des Erfurter Orgelbauers Franciscus Volckland eingebaut und zwischen 1844 und 1882 eine Heizanlage sowie eine elektrische Beleuchtung installiert. Nach der Entfestigung Erfurts 1872 verlagerte sich die Löbervorstadt in Richtung Süden, woraufhin ab 1890 zwischen Flutgraben und Steigerwald zahlreiche Wohnneubauten entstanden und die alte Thomaskirche nicht mehr genug Platz für die gewachsene Gemeinde bot. Um 1800 umfasste die Thomasgemeinde ca. 700 Mitglieder, deren Zahl bis zur Jahrhundertwende auf 7.500 wuchs und schließlich in den 1930er Jahren mit 15.000 Mitgliedern ihr Maximum erreichte. Außerdem siedelten sich viele wohlhabende Bürger im Viertel an, die sich eine repräsentativere und zentralere Gemeindekirche wünschten. Damit hatte sich die Thomasgemeinde von der einst kleinsten und ärmsten zu einer der größten und reichsten Kirchengemeinden von Erfurt entwickelt. Daraufhin wurde ab dem 29. April 1900 unter Leitung des Pfarrers Alfred Fritzsche und dem Hannoverschen Architekten Rudolph Eberhard Hillebrand ein Neubau an der Schillerstraße errichtet, der am 15. Juni 1902 eingeweiht werden konnte. Im Gegenzug wurde die alte Thomaskirche an der Ecke Löberstraße/Rosengasse ein Jahr später abgerissen und zuvor wertvolle Gegenstände wie das Altarretabel von 1445 in den Neubau übernommen. An Stelle der alten Thomaskirche, der heutigen Löberstraße Nummer 18, wurde ein mehrgeschossiges Reihenhaus aus der Gründerzeit errichtet, das mit seinem Namen Haus zum St. Thomas bis heute an den sakralen Vorgängerbau erinnert.

## Architektur und Ausstattung
Die alte Thomaskirche war eine Saalkirche im Stil der Gotik und diente bis zum Abbruch 1903 als evangelische Gemeindekirche der Löbervorstadt. Die Kirchgemeinde erstreckte sich bis zur Entfestigung 1872 zwischen innerer und äußerer Stadtmauer im Süden von Erfurt. Während des Mittelalters wurde dieses Gebiet vor allem von ärmeren Menschen bewohnt, wie zum Beispiel Tagelöhnern, Trägern sowie den Löbern, die das Handwerk der Gerberei ausübten und dem Viertel seinen Namen gaben. Aus diesem Grund handelte es sich bei der alten Thomaskirche um einen der kleinsten Kirchenbauten in der Stadt mit schlichter Architektur und wenigen kostbaren Inventargegenständen wie zum Beispiel dem Schnitzaltar von 1445. Die Saalkirche besaß mehrere Fenster mit Maßwerk sowie ein Satteldach, an das sich im Westen über ein Pultdach der Kirchturm mit Hauptportal anschloss. Der Kirchturm befand sich an der nordwestlichen Ecke des Langhauses und besaß am Fuße ein Steinrelief des Apostels Thomas von 1440. In Höhe der Glocken war zu jeder Seite ein spitzbogiges Fenster mit Maßwerk eingelassen und darüber erstreckte sich eine Steingalerie mit einer achteckigen, aus Schiefer gefertigten Spitze. An dieser war jeweils im Süden und Norden eine Turmuhr mit aufgesetzter Spitze angebracht.
In das Innere der alten Thomaskirche gelangte man über das Hauptportal im Westen, das zunächst in eine Eingangshalle mit Gewölbe führte. Im Norden schloss sich daran der Aufgang zum Turm und im Osten das einschiffige Langhaus an. Dieses verfügte über eine hölzerne Empore mit einer Orgel an der Westwand und besaß ein mit Brettern verschaltes Tonnengewölbe aus dem 19. Jahrhundert als Decke. Hinter dem Altar war ein Sakramentshäuschen in die Mauer eingelassen, das 1440 von Hans Heilwig zur Erinnerung an seine Ehefrau Künne von Milwitz gestiftet worden war. Den Abschluss des Langhauses bildete ein gerader Chor, mit einer dahinter gelegenen Sakristei aus dem 19. Jahrhundert. Die Alte Thomaskirche verfügte bis zu ihrem Abbruch über drei Glocken, eine größere vermutlich aus dem 15. Jahrhundert und eine kleinere aus dem Jahr 1448. Des Weiteren gehörte noch die sogenannte Pestzeitglocke dazu, die eine mittlere Größe besaß und im Jahr 1683 von Hans Rausch in Erfurt gegossen wurde. Alle drei Stück wurden 1903 zur Herstellung von neuen Glocken für die neue Thomaskirche von der Apoldaer Gießerei Schilling eingeschmolzen. Sowohl das Sakramentshäuschen, das Steinrelief als auch der Schnitzaltar sind seit dem Abbruch 1903 in der Neuen Thomaskirche in der Schillerstraße aufgestellt.

## Evangelische Pfarrer und Diakone
Pfarrer seit der Reformation
- Justus Menius (oder Moenius) (1526–1529)
- Magister Sigismund Kirchner (1529–1550)
- Magister Joh. Caesarius (1550–1564)
- Magister Ambrosius Sidelius (1564–1572)
- Magister Wilh. Königroth (1572–1587)
- Johannes Sturm (1587–1593)
- Magister Johann Nicolai (1593–1597)
- Magister Martin Kaboth (Kabuth) (1597–1624)
- Magister Christian Köcherbach (1624–1664)
- Johann Früschel (1664–1678)
- Ehrhardt Thielemann (1678–1683)
- Magister Joh. Melchior Schellenberger (1683–1693)
- Magister Paul Christoph Hagen (1693–1694)
- Magister Joh. Kießling (1694–1696)
- Magister Joh. Gle(a)ndenberg (1684–1722)
- Magister Joh. Paul Witschel (1721–1728)
- Magister Heinrich Wolfgang Fratscher (1728–1744)
- Magister Carl Andreas Lossius (1744–1747)
- Magister Gottlieb Gottlob Osann, (1748–1754)
- Johann Balthasar Plauel (1754–1757)
- Wilhelm Jacob Müller (1757–1764)
- Magister Johann Rudolph Gottlieb Gelmroth (1764–1770)
- Sigismund Friedrich Hesse (1770–1777)
- Christ. Aug. Martin Wahl (1777–1784)
- Joh. Immanuel Armann (1784–1811)
- Magister Adolf Ferdinand Lauprecht (1816–1822)
- Casp. Christ. Schneider (1825–1829)
- Joh. Daniel Heinrich Schmidt (1829–1846)
- Carl David Christian Kühn (1847–1879)
- Karl Aug. Peter (1880–1892)
- Alfred Eugen Fritzsche (1893–1902)

Diakone seit der Reformation
- Georg Agricola (1597)
- Johann Früschel (1655–1664)
- Ernst Gottfried Heuser (1696–1722)
- Joh. Balthasar Erich (1741–1742)
- Joh. Melchior Flock (1742–1758)
- Johann Christoph Methfessel (1765–1766)
- Joachim Wisser (1766–1769)
- Sigismund Friedrich Hesse (1769–1770)
- Christ. Heinr. Jul. Lozzen (1770–1772)
- Joh. Gottfr. Schwabe (1772–1773)
- Christian Nicol. Lusche (1773–1774)
- Magister Joh. Caps. Tromsdorf (1774–1777)
- Joh. Lorenz Täusch (1777–1779)
- Christ. Joh. Fidejust Klüppel (1779–1785)
- Joh. Rud. Gottlieb Beyer (1780–1783)
- Georg Ludw. Thieme (1783)
- Rud. Christ. Lossius (1790–1799)
- Heinrich Samuel Müller (1800–1801)
- Andr. Carl Hildebrandt (1801–1807)
- Johann Gottfried Jakob Sinnholdt (1808)
- Friedr. Gottfr. Schwabe (1808)
- Magister Adolf Ferdinand Lauprecht (1810–1811)
- Friedrich Samuel Büchner (1811–1813)
- Johann Georg Scherer (1814)
- Johann Wilhelm Pfeiffer (1814–1819)
- Georg Heinrich Carl Schulz (1819–1821)
- Casp. Christ. Schneider (1822–1824)
- Adolph Frobenius (1825)
- Joh. Daniel Heinrich Schmidt (1828–1829)
- Aug. Petri jun. (1830–1832)
- Joh. Christ. Aug. Petersen (1834–1835)
- Johann Friedr. Herm. Weingärtner (1837–1840)
- Johann Wilhelm Riedel (1841–1842)
- Carl David Christian Kühn (1842–1847)
- Joh. Fr.Aug. Theod. Schubert (1847–1849)
- Georg Christoph Gustav Lorengel (1849–1850)
- Herm. Schulze (1851–1855)
- Hugo Bodo Wagner (1856–1858)
- Friedrich Wilhelm v. Schütz (1857–1858)
- Carl Aug. Erbstein (1859–1860)
- Karl Ernst Robert Kaufmann (1861–1862)
- Ludwig August Wilhelm Pfeifer (1863–1864)
- Heinrich Adolph Schneider (1866–1867)
- Otto Billig (1894–1903)